# Homoneura elongata
Homoneura elongata är en tvåvingeart som beskrevs av Kim 1994. Homoneura elongata ingår i släktet Homoneura och familjen lövflugor. Inga underarter finns listade i Catalogue of Life.